# Шамарин, Борис Николаевич
Бори́с Никола́евич Шама́рин (1905—1955) — советский инженер, конструктор. Лауреат двух Сталинских премий.

## Биография
Борис Николаевич Шамарин родился в 1905 году в Белозерске в семье механика винзавода, талантливого конструктора-самоучки Николая Шамарина. Все четыре сына Николая стали инженерами, конструкторами, а младшие Николай, Борис и Владимир — лауреатами Сталинских премий.
Борис Шамарин закончил Череповецкий механический техникум в 1926 году, после чего был направлен на работу на фарфоровый завод «Пролетарий» в Новгородской области. Здесь впервые проявились привитая отцом страсть к изобретательству и техническая смекалка — внедрённая по его проекту машина по формовке фарфоровых изделий заменяла труд десятков квалифицированных работников. В 1941 году Борис Шамарин был переведен на должность главного механика Речицкого фарфорового завода, а в 1946 году — на такую же должность фарфорового завода имени Ломоносова в Ленинграде.
Во время работы на заводе Ломоносова Борис Шамарин стал участником разработки различных механизмов производства оптического кварцевого стекла и изделий из него. Своей главной задачей он считал механизацию и автоматизацию трудоёмких операций с целью повышения производительности труда и качества выпускаемой продукции. К тому же, большая часть довоенного оборудования Ломоносовского завода была утеряна в годы войны. Борис Шамарин был вынужден разрабатывать собственные оригинальные конструкции механизмов для вытяжки труб из кварцевого стекла, механизировать процессы загрузки и разгрузки высокочастотных печей и резки кварцевых изделий, проектировать машины для получения оптического кварцевого стекла. Разработанные им газовые печи получили наименования Ш-1, Ш-2, Ш-3 по первой букве фамилии. На базе экспериментальной мастерской завода Ломоносова, которую возглавлял Шамарин, впоследствии был создан Государственный научно-исследовательский институт кварцевого стекла. Результаты работы Бориса Шамарина были высоко оценены советским правительством — в 1948 и в 1951 году ему были присуждены Сталинские премии 3-й степени.

## Память
В честь выдающихся братьев-конструкторов был назван танкер-химовоз Северо-Западного морского пароходства «Братья Шамарины». В родном городе братьев в 1980-х годах установлен памятник-стела в их честь.